# أويتور سانتيان
بلدية أويتور سانتيان (بالإسبانية: Huétor Santillán) هي بلدية تقع في مقاطعة غرناطة التابعة لمنطقة أندلوسيا جنوب إسبانيا.

## الديموغرافيا
بلغ عدد سكان بلدية أويتور سانتيان 1.880 نسمة عام 2011 (وفقاً للمعهد الوطني الإسباني للإحصاء).
| 1.687 | 1.665 | 1.674 | 1.750 | 1.798 | 1.824 | 1.880 |